# Acrolophus granulatella
Acrolophus granulatella é uma mariposa da família acrolophidae . É encontrado no Brasil.